# Episodi di Law & Order - I due volti della giustizia (ventitreesima stagione)
La ventitreesima stagione della serie televisiva Law & Order - I due volti della giustizia, composta da 13 episodi (a causa dello sciopero degli sceneggiatori e degli attori avvenuto nel 2023), è stata trasmessa in prima visione sul canale statunitense NBC dal 18 gennaio al 16 maggio 2024. In Italia è stata trasmessa per la prima volta su Sky Investigation dal 6 ottobre al 29 dicembre 2024.
In questa stagione Jeffrey Donovan (interprete di Frank Cosgrove) non fa parte più del cast di Law & Order, mentre Sam Waterston (Jack McCoy) lo lascia nel quinto episodio. In compenso, Reid Scott entra nel cast interpretando il detective Vincent Riley, sostituto di Donovan.
| n° | Titolo originale        | Titolo italiano          | Prima TV USA     | Prima TV Italia  |
| -- | ----------------------- | ------------------------ | ---------------- | ---------------- |
| 1  | Freedom of Expression   | Libertà di espressione   | 18 gennaio 2024  | 6 ottobre 2024   |
| 2  | Human Innovations       | Innovazione umana        | 25 gennaio 2024  | 13 ottobre 2024  |
| 3  | Turn the Page           | Voltare pagina           | 1º febbraio 2024 | 20 ottobre 2024  |
| 4  | Unintended Consequences | Conseguenze impreviste   | 8 febbraio 2024  | 27 ottobre 2024  |
| 5  | Last Dance              | L'ultimo ballo           | 22 febbraio 2024 | 3 novembre 2024  |
| 6  | On the Ledge            | Sull'orlo del precipizio | 29 febbraio 2024 | 10 novembre 2024 |
| 7  | Balance of Power        | Equilibri di potere      | 14 marzo 2024    | 17 novembre 2024 |
| 8  | Facade                  | Apparenza                | 21 marzo 2024    | 24 novembre 2024 |
| 9  | Family Ties             | Legami di famiglia       | 11 aprile 2024   | 1º dicembre 2024 |
| 10 | Inconvenient Truth      | Una scomoda verità       | 18 aprile 2024   | 8 dicembre 2024  |
| 11 | Castle in the Sky       | Castelli in aria         | 2 maggio 2024    | 15 dicembre 2024 |
| 12 | No Good Deed            | Nessuna opera buona      | 9 maggio 2024    | 22 dicembre 2024 |
| 13 | In Harm's Way           | Nel mirino               | 16 maggio 2024   | 29 dicembre 2024 |

## Libertà di espressione
- Titolo originale: Freedom of Expression
- Diretto da: Alex Hall
- Scritto da: Dick Wolf (soggetto), Rick Eid (soggetto e sceneggiatura) e Pamela Wechsler (sceneggiatura)

### Trama
Sulla scia di un omicidio avvenuto nel campus, viene esaminato il confine tra libertà di parola e incitamento all'odio in un'università.
- Prima apparizione di Reid Scott nel ruolo del detective Vincent Riley.

## Innovazione umana
- Titolo originale: Human Innovations
- Diretto da: Rachel Leiterman
- Scritto da: Art Alamo

### Trama
Quando un importante amministratore delegato del settore tecnologico viene ucciso, Shaw e Riley districano molteplici piste per rivelare un complotto per vendetta. Price e Maroun discutono se una prova scoperta in ritardo debba essere presentata alla giuria.

## Voltare pagina
- Titolo originale: Turn the Page
- Diretto da: Michael Smith
- Scritto da: Rick Eid

### Trama
Quando una giovane donna viene strangolata, Yee collega il modus operandi a un potenziale delinquente seriale, portando Riley a ristudiare un vecchio caso irrisolto sul quale aveva indagato in passato. Price fa una mossa rischiosa per attirare uno dei sospettati alla sbarra.

## Conseguenze impreviste
- Titolo originale: Unintended Consequences
- Diretto da: Martha Mitchell
- Scritto da: Pamela Wechsler e Gia Gordon

### Trama
Shaw e Riley indagano sull'omicidio di un agente immobiliare, ma dopo aver parlato con clienti importanti, appare un testimone inaspettato. Price e Maroun faticano a convincere la giuria del movente e devono prendere una decisione difficile riguardo al loro unico testimone.

## L'ultimo ballo
- Titolo originale: Last Dance
- Diretto da: Alex Hall
- Scritto da: Rick Eid e Pamela Wechsler

### Trama
Quando una donna viene trovata uccisa a Central Park, le prove indicano due frequentatori abituali del parco: un venditore ambulante e un miliardario della tecnologia. Di fronte all'estrema pressione politica, McCoy intraprende un'azione drastica per sostenere il caso.
- Ultima apparizione di Sam Waterston nel ruolo del procuratore distrettuale Jack McCoy.

## Sull'orlo del precipizio
- Titolo originale: On the Ledge
- Diretto da: David Grossman
- Scritto da: Pamela Wechsler e Jennifer Vanderbes

### Trama
Quando la polizia di New York ferma un cecchino che stava sparando a un vicino ospedale, Shaw rimane scioccato dal suo legame con il tiratore scelto. Maroun e Price affrontano un processo difficile quando l'imputato dichiara di essere pazzo.

## Equilibri di potere
- Titolo originale: Balance of Power
- Diretto da: Carlos Bernard
- Scritto da: Art Alamo e Ted Malawer

### Trama
Quando un investitore di successo viene assassinato, Shaw e Riley scavano nella sua vita per identificare il suo assassino. Il nuovo procuratore distrettuale Baxter fa pressione su Price e Maroun per assicurarsi che il suo primo caso in carica abbia successo.
- Prima apparizione di Tony Goldwyn nel ruolo del procuratore distrettuale Nicholas Baxter.

## Apparenza
- Titolo originale: Facade
- Diretto da: Michael Smith
- Scritto da: Art Alamo e Ajani Jackson

### Trama
Shaw e Riley indagano sull'omicidio di un comico, trovato morto dopo aver avuto un litigio in metropolitana. Quando un sospetto viene arrestato, Baxter insiste affinché le accuse vengano aumentate nonostante l'apprensione di Price. Al processo, un nuovo testimone si fa avanti e mette in discussione l'intero caso.

## Legami di famiglia
- Titolo originale: Family Ties
- Diretto da: Michael Pressman
- Scritto da: Pamela Wechsler e Ted Malawer

### Trama
Quando l'assistente di un parlamentare viene trovato morto dopo aver testimoniato in un caso di corruzione, Shaw e Riley scoprono che l'assassino potrebbe essere qualcuno vicino a casa della vittima. Mentre Price consolida la sua causa contro l'imputato, Baxter propone di perseguire anche un complice.

## Una scomoda verità
- Titolo originale: Inconvenient Truth
- Diretto da: Alex Hall
- Scritto da: Rick Eid (soggetto e sceneggiatura), Gia Gordon e Pamela Wechsler

### Trama
Shaw e Riley indagano sulla morte di un importante chef, accoltellato nel suo stesso ristorante. Price esita a perseguire l'imputato dopo che sono emerse nuove prove.

## Castelli in aria
- Titolo originale: Castle in the Sky
- Diretto da: Milena Govich
- Scritto da: Art Alamo

### Trama
Quando un promotore immobiliare viene trovato morto in uno dei suoi edifici, Shaw e Riley vagliano una lunga lista di sospetti. Preoccupati per il benessere della giovane figlia dell'imputato, Dixon e suo figlio chiedono aiuto a Price e Maroun.

## Nessuna opera buona
- Titolo originale: No Good Deed
- Diretto da: Eriq La Salle
- Scritto da: Rick Eid

### Trama
Shaw e Riley indagano sulla morte di una terapista con una lunga lista di clienti in difficoltà. Baxter prende il posto di Price quando durante il processo viene scoperto un collegamento inquietante con l'imputato.

## Nel mirino
- Titolo originale: In Harm's Way
- Diretto da: Alex Hall
- Scritto da: Pamela Wechsler e Jennifer Vanderbes

### Trama
Quando una star dello sport viene uccisa, Shaw e Riley sospettano che l'assassino abbia mancato l'obiettivo prefissato. La figlia di Baxter si fa avanti come testimone, ma la sua testimonianza potrebbe incidere sulla campagna di rielezione del padre con la confessione di un segreto di famiglia.